# Chapelle Saint-Jean-Baptiste du Clos
La chapelle Saint-Jean-Baptiste du Clos est une chapelle catholique en ruines située à Vieux, en France.

## Localisation
La chapelle est située dans le département français du Calvados, actuelle commune de Vieux, au lieu-dit Château de l'Étang.

## Historique
La chapelle, dédiée à saint Jean-Baptiste, est datée du XIIIe.
La chapelle est désaffectée dès la fin du XVIIIe ou du début du XIXe et intégrée à un grand édifice. Après un incendie dans les années 1980 l'édifice ne possède plus de charpente. Une charpente est reconstruite par la suite [Quand ?]. 
Les ruines de l'édifice sont inscrites au titre des monuments historiques depuis le 24 août 1994, à l'exception des éléments de la grange qui lui sont proches.

## Description
L'édifice est rectangulaire et mesure 8,50 m sur 4,10 m, et construit en calcaire et en grès.
Une sculpture est présente au-dessus d'une porte en plein cintre.

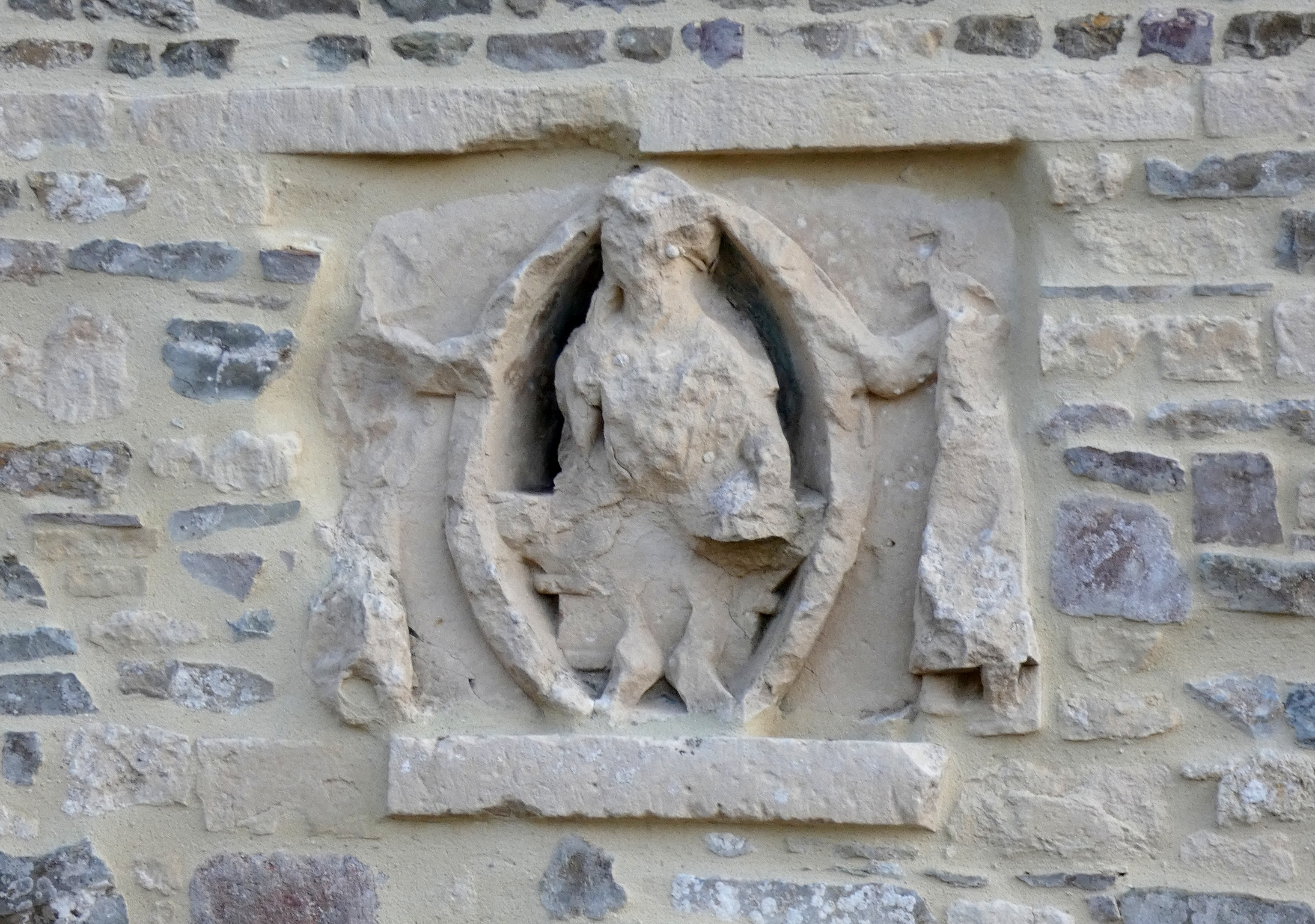
Relief en façade nord.
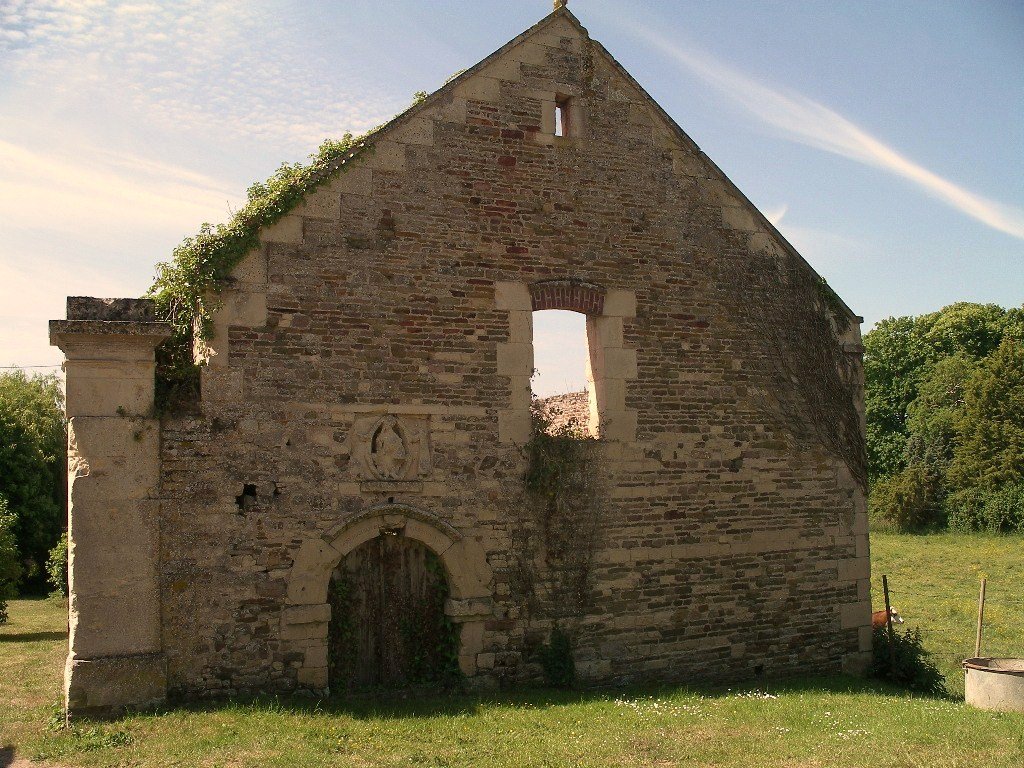
Chapelle en 2011, avant restauration.